# گروه یونان بایاو
گروه یونان بایاو (انگلیسی: Yunnan Baiyao Group) شرکت داروسازی چینی است، که در سال ۲۰۰۷ تأسیس شد.